# كوتو (آلة موسيقية)

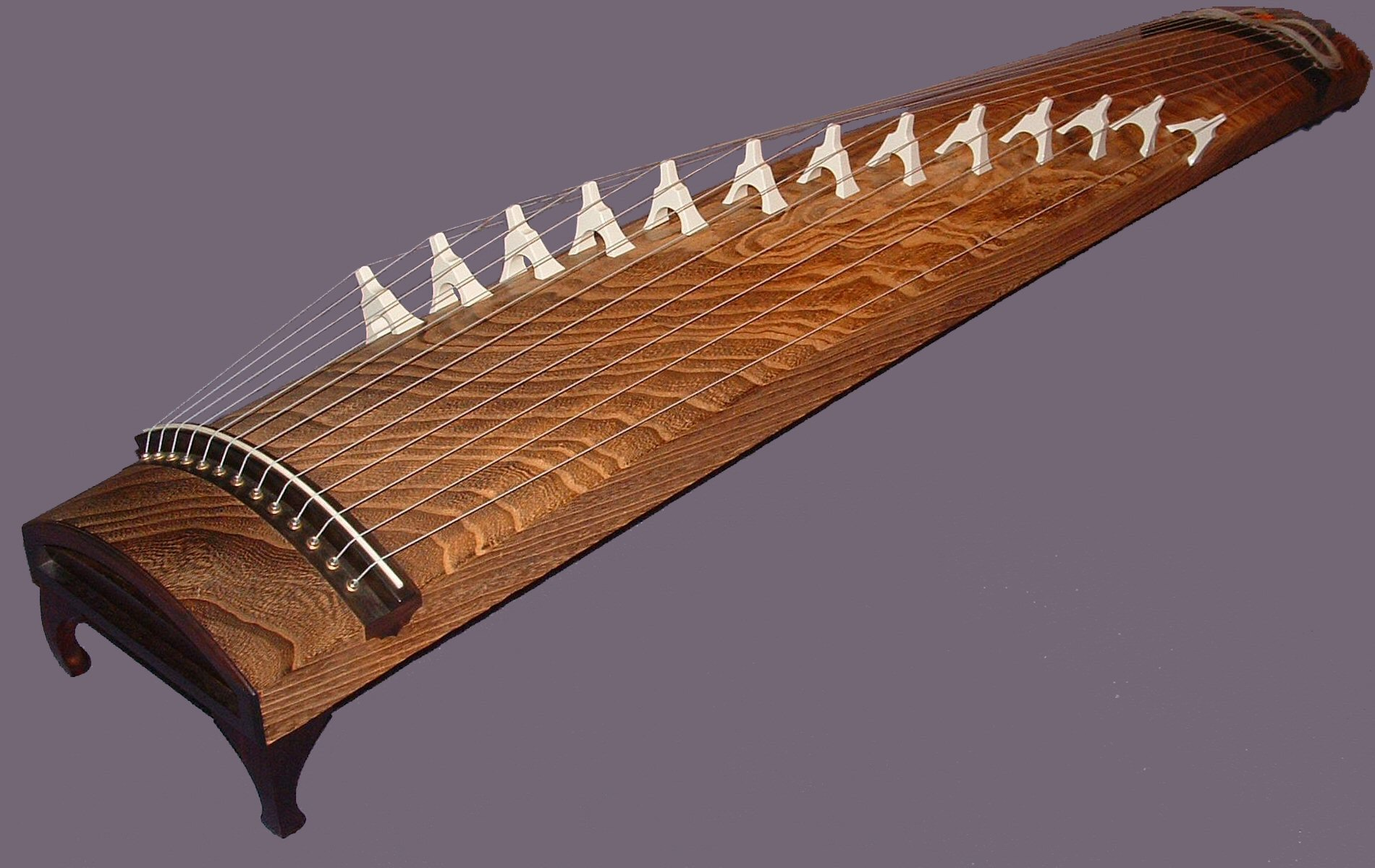
آلة الكوتو

كوتو (باليابانية: 箏) هي نوع من الآلات الموسيقية الوترية المقروصة، تعتبر من أهم العناصر في الفرقة الموسيقية التقليدية اليابانية.
يبلغ طول الـ«كوتو» الياباني 1.80 مترا وعرضه 24 سم، عدد أوتارها 13 (أو أقل من ذلك)، يتم ربطها فوق صندوق مصوت يصنع من خشب الباولونيا في الأغلب. يجلس العازف، وراء الآلة، إما على الأرض أو فوق كرسي.
كان لفظ «كوتو» مصطلح عام، استعمل أثناء «فترة هييآن» (794-1192 م) ليطلق على كل الآلات الموسيقية الوترية، سواء كانت آلات وترية مضروبة (ذات مفاتيح)، آلات وترية محكوكة أو آلات وترية مقروصة. استقدمت هذه الآلات من الصين في القرن السادس (الـ6 م)، توجد عدة أنواع لآلة الكوتو، بعضها له 5، 12، 13 أو حتى 16 وترا.
يتم شد أوتار آلة الكوتو (والتي تكون من الحرير، إلا أنه يغلب حاليا اتخاذها من المعدن أو اللدائن) بنفس الطريقة، تعدل الدعائم الصغيرة (كانت تتخذ من العاج أو البامبو في السابق، وأغلبها اليوم من البلاستك) حسب الرغبة لضبط الآلة على نغمة معينة. تتيح هذه الخاصية حرية كبيرة للعازف، ويمكن عن طريقها أداء التآليف الموسيقية الصينية ذات السلم الخماسي (السلم الصيني)، أو حتى السلم الثماني الغربي. يخلق هذه التنوع الكبير في النغمات مشاكل كثيرة عند تدوين الوصلات الموسيقية، فرغم وجود طريقة متعارف عليها لذلك، إلا أنه يصعب على المبتدئ أن يتعلم إحدى الوصلات من دون أن يساعده معلم مخضرم، نظرا للاختلاف الكبير في الحساسيات والأذواق عند العزف.
رغم أنه بإمكان عازف الكوتو أداء وصلات منفردة، إلا أنه يغلب عليه العزف مع فرقة موسيقية. لعبت هذه الآلة دورا مهما في ترسيخ الموسيقى التقليدية اليابانية، وخاصة عبر موسيقى البلاط (غاغاكو). كان يحل محل آلة الشامسن، في وصلات «جوروري» (يتم فيها مصاحبة إلقاء الشعر بالعزف)، ويتخذ غالبا لمرافقة إلقاء القصائد الشعرية، إما مفردا، أو بمرافقة آلة الشامسن، وناي الشاكوهاتشي.